# Léon Bouter
Léon (Leendert Cornelis) Bouter (Rotterdam, 25 juni 1935 - Amsterdam, 18 december 1987) was een Nederlandse couturier en beeldhouwer die van 1962-1974 een couturezaak had onder zijn eigen naam.
Hij kreeg zijn opleiding aan de modeafdeling van de Koninklijke Academie van Beeldende Kunsten in Den Haag. Aansluitend deed hij een jaar werkervaring op bij couturier Manuel Pertegaz (1917) in Madrid.
Maart 1960 hield hij zijn eerste modeshow in Den Haag. De Haagse Courant schreef daarover: Geslaagd debuut van jonge Haagse modeontwerper. Vanaf 1962 had Bouter een eigen couturezaak in Den Haag. Hij gaf geregeld modeshows in Hotel Des Indes en op de Koninklijke Haagsche Golf & Country Club in Wassenaar. Vaak gebruikte hij voor zijn kleding zijden stoffen van het beroemde stoffenhuis Bianchini-Férier, in 1880 opgericht door Charles Bianchini. In de kostuumcollectie van het Gemeentemuseum Den Haag zijn enkele zijden broekpakken en hoeden uit de periode eind jaren zestig, begin jaren zeventig opgenomen. In 1973 showden Willeke van Ammelrooy en Monique van de Ven zijn nieuwe voorjaars- en zomermodellen.
Zijn kleding was echter jong en verre van damesachtig en hij wenste zich niet te conformeren aan zijn klanten. In 1974 stopte hij; omdat kleren nu eenmaal draagbaar moesten zijn, leverden zij voor hem een te grote creatieve beperking op, en bovendien had hij geen zin meer om met vrouwen over hun uiterlijk te praten.
Hij verkocht zijn beide boetieks en vertrok naar het Griekse eiland Tinos waar hij een opleiding ging volgen in beeldhouwen. Op het Haagse Lange Voorhout, ter hoogte van nr. 21, staat een beeld van zijn hand. In New York zou een grote tentoonstelling van zijn werk worden gehouden, maar vlak daarvoor overleed hij op 52-jarige leeftijd.